# Resolutie 368 Veiligheidsraad Verenigde Naties
Resolutie 368 van de Veiligheidsraad van de Verenigde Naties werd aangenomen op 17 april 1975, als tweede VN-Veiligheidsraadsresolutie van dat jaar. Dertien leden stemden voor, terwijl China en Irak niet deelnamen. De resolutie verlengde de UNEF II-vredesmacht in Sinaï opnieuw met een kwart jaar.

## Achtergrond
Na de Jom Kipoeroorlog hadden de VN een interventiemacht naar de Sinaï gezonden om mee te werken aan een duurzame vrede in die regio. Tijdens de Zesdaagse Oorlog van 1967 bezette Israël de Sinaï en in de Jom Kippoeroorlog heroverde Egypte 15 km ervan. In 1979 sloten Israël en Egypte een vredesverdrag en in 1982 trok Israël zich terug uit de Sinaï.

## Inhoud
De Veiligheidsraad:
- Herinnert aan de resoluties 338, 340, 341, 346 en 362.
- Heeft het rapport van secretaris-generaal Kurt Waldheim over de VN-interventiemacht bestudeerd.
- Merkt de ontwikkelingen in het Midden-Oosten op.
- Is bezorgd om de groeiende spanningen in de regio.
- Beslist:
a. Een oproep te doen aan alle betrokken partijen om onmiddellijk resolutie 338 uit te voeren.
b. Het mandaat van de VN-interventiemacht met drie maanden te verlengen, tot 24 juli 1975.
c. De secretaris-generaal te vragen tegen dan een rapport in te dienen over de ontwikkelingen en de genomen maatregelen om resolutie 338 uit te voeren.

## Verwante resoluties
- Resolutie 350 Veiligheidsraad Verenigde Naties
- Resolutie 362 Veiligheidsraad Verenigde Naties
- Resolutie 369 Veiligheidsraad Verenigde Naties
- Resolutie 371 Veiligheidsraad Verenigde Naties

Lijst ·  367 ·  368 ·  369 ·  370 ·  371 ·  372 ·  373 ·  374 ·  375 ·  376 ·  377 ·  378 ·  379 ·  380 ·  381 ·  382 ·  383 ·  384